# Invierno en el Sognefjord
Invierno en el Sognefjord (en noruego: Vinter ved Sognefjorden) es una pintura realizada por el artista noruego Johan Christian Dahl en el año 1827. El cuadro está pintado al óleo sobre tela y tiene unas dimensiones de 61.5 x 75.5 cm. La obra forma parte  de la colección del Museo Nacional de Arte, Arquitectura y Diseño en Oslo, Noruega.

## Antecedentes
Después de un viaje a Italia en 1820 – 1821 Johan Christian Dahl resolvió permanecer en Dresde. Allí dibujó un gran número de paisajes noruegos. Desde 1826, hubo un cambio en el trabajo del artista hacia el paisaje noruego. Entonces  realizó un viaje a través de Noruega de Christiania a Telemark y Hardengervidda en los fiordos de Noruega Occidental, fue su primer viaje a las montañas como artista.
El motivo principal fue el poder hacer dibujos del natural durante el viaje. Las pendientes empinadas y las rocas verticales están descritos en primer plano. Estas pinturas es un tributo a la majestuosa naturaleza noruega y a la historia de la nación.

## Descripción
La imagen de la pintura muestra una vista sobre el Sognefjord, en una mañana de invierno, pero sin mucha nieve. El cielo es azul y la luz del sol genera calor en la imagen. En el fondo la luz envuelve a las nubes de color rosa. En primer plano se encuentra un monumento con una gran piedra alta que rompe con el resto del paisaje más bien plano en este lado de la bahía. Más atrás en la parte opuesta se aprecian las empinadas laderas de la montaña. En la composición no hay personajes humanos pero si algunos cuervos en el frente del monumento, que da testimonio de la dramática batalla de Fimreite de 1184 que tuvo lugar en este sitio.